# Murdannia esculenta
Murdannia esculenta là một loài thực vật có hoa trong họ Commelinaceae. Loài này được (Wall. ex C.B.Clarke) R.S.Rao & Kammathy mô tả khoa học đầu tiên năm 1962.